# Progoreoci
Progoreoci (izvirno srbsko Прогореоци) je naselje v Srbiji, ki upravno spada pod Občino Aranđelovac; slednja pa je del Šumadijskega upravnega okraja.

## Demografija
V naselju živi 815 polnoletnih prebivalcev, pri čemer je njihova povprečna starost 41,3 let (40,4 pri moških in 42,1 pri ženskah). Naselje ima 329 gospodinjstev, pri čemer je povprečno število članov na gospodinjstvo 3,09.
To naselje je, glede na rezultate popisa iz leta 2002, skoraj popolnoma srbsko.
|  |

| Demografija | Demografija     | Demografija     |
| Leto        | Št. prebivalcev | Št. prebivalcev |
| ----------- | --------------- | --------------- |
|             |                 |                 |
|             |                 |                 |
|             |                 |                 |
|             |                 |                 |
| 1948        | 627             |                 |
| 1953        | 1091            |                 |
| 1961        | 1230            |                 |
| 1971        | 1182            |                 |
| 1981        | 1110            |                 |
| 1991        | 1124            | 1117            |
| 2002        | 1027            | 1015            |
|             |                 |                 |

| Etnična sestava po popisu iz leta 2002 | Etnična sestava po popisu iz leta 2002 | Etnična sestava po popisu iz leta 2002 | Etnična sestava po popisu iz leta 2002 | Etnična sestava po popisu iz leta 2002 |
| -------------------------------------- | -------------------------------------- | -------------------------------------- | -------------------------------------- | -------------------------------------- |
| Srbi                                   | Srbi                                   |                                        | 1.003                                  | 98,81%                                 |
| Madžari                                | Madžari                                |                                        | 2                                      | 0,19%                                  |
| Romuni                                 | Romuni                                 |                                        | 1                                      | 0,09%                                  |
| Bolgari                                | Bolgari                                |                                        | 1                                      | 0,09%                                  |
| Neznano                                | Neznano                                |                                        | 5                                      | 0,49%                                  |